# قرطبة (سيبو)
قرطبة أو تسمى رسميًا بلدة قرطبة (بالتاغالوغية: Bayan ng Cordova)‏، هي بلدة تقع في مقاطعة سيبو، الفلبين. يبلغ عدد سكانها 70595 نسمة حسب تعداد عام 2020. تحد المدينة من الشمال مدينة لابو لابو، ومن الغرب قناة ماكتان، ومن الشرق قناة هيلوتانغان وجزيرة أولانغو، ومن الجنوب مضيق سيبو، وتبعد عن مدينة سيبو حوالي 28 كيلومتر (17 ميل).

## الجغرافيا
تتكون قرطبة من جزيرة رئيسية تحدها جزيرة ماكتان ومنفصلة عنها بواسطة جدول ضيق، وجزر غيلوتونغان، ونالوسوان، وشل، وتونغو، ولافا. تعد جزيرتا غيلوتونغان ونالوسوان جزءًا من مجموعة جزر أولانغو في وسط مضيق سيبو، تبلغ مساحة أراضيها 789.6 هكتار (1,951 أكر)، منها 740.85 هكتار (1,830.7 أكر) تشكل الجزيرة الرئيسية، و48.75 هكتار (120.5 أكر) هي الجزر النائية.

## المناخ
| مخطط المناخ قرطبة متوسط درجة الحرارة السنوية قرطبة 27·6 °C رطوبة 75–85% | مخطط المناخ قرطبة متوسط درجة الحرارة السنوية قرطبة 27·6 °C رطوبة 75–85% | مخطط المناخ قرطبة متوسط درجة الحرارة السنوية قرطبة 27·6 °C رطوبة 75–85% | مخطط المناخ قرطبة متوسط درجة الحرارة السنوية قرطبة 27·6 °C رطوبة 75–85% | مخطط المناخ قرطبة متوسط درجة الحرارة السنوية قرطبة 27·6 °C رطوبة 75–85% | مخطط المناخ قرطبة متوسط درجة الحرارة السنوية قرطبة 27·6 °C رطوبة 75–85% | مخطط المناخ قرطبة متوسط درجة الحرارة السنوية قرطبة 27·6 °C رطوبة 75–85% | مخطط المناخ قرطبة متوسط درجة الحرارة السنوية قرطبة 27·6 °C رطوبة 75–85% | مخطط المناخ قرطبة متوسط درجة الحرارة السنوية قرطبة 27·6 °C رطوبة 75–85% | مخطط المناخ قرطبة متوسط درجة الحرارة السنوية قرطبة 27·6 °C رطوبة 75–85% | مخطط المناخ قرطبة متوسط درجة الحرارة السنوية قرطبة 27·6 °C رطوبة 75–85% | مخطط المناخ قرطبة متوسط درجة الحرارة السنوية قرطبة 27·6 °C رطوبة 75–85% |
| --- | ----------------------------------------------------------------------- | ----------------------------------------------------------------------- | ----------------------------------------------------------------------- | ----------------------------------------------------------------------- | ----------------------------------------------------------------------- | ----------------------------------------------------------------------- | ----------------------------------------------------------------------- | ----------------------------------------------------------------------- | ----------------------------------------------------------------------- | ----------------------------------------------------------------------- | ----------------------------------------------------------------------- |
| 01 | 02                                                                      | 03                                                                      | 04                                                                      | 05                                                                      | 06                                                                      | 07                                                                      | 08                                                                      | 09                                                                      | 10                                                                      | 11                                                                      | 12                                                                      |
| 114 30 23 | 85 30 23                                                                | 50 31 23                                                                | 56 33 24                                                                | 93 33 25                                                                | 172 32 24                                                               | 188 32 24                                                               | 148 32 24                                                               | 168 32 24                                                               | 194 32 24                                                               | 164 32 24                                                               | 130 31 23                                                               |
| متوسط درجة-الحرارة °س مجاميع الهطل مم |                                                                         |                                                                         |                                                                         |                                                                         |                                                                         |                                                                         |                                                                         |                                                                         |                                                                         |                                                                         |                                                                         |
| بالوحدات الإنكليزية \| 01 \| 02 \| 03 \| 04 \| 05 \| 06 \| 07 \| 08 \| 09 \| 10 \| 11 \| 12 \| \| 4.5 86 73 \| 3.3 87 73 \| 2 89 73 \| 2.2 91 75 \| 3.7 92 76 \| 6.8 90 76 \| 7.4 89 75 \| 5.8 90 75 \| 6.6 89 75 \| 7.6 89 75 \| 6.5 89 75 \| 5.1 87 74 \| \| متوسط درجة-الحرارة °ف مجاميع الهطول ″ \| \| \| \| \| \| \| \| \| \| \| \| |                                                                         |                                                                         |                                                                         |                                                                         |                                                                         |                                                                         |                                                                         |                                                                         |                                                                         |                                                                         |                                                                         |
| 01 | 02                                                                      | 03                                                                      | 04                                                                      | 05                                                                      | 06                                                                      | 07                                                                      | 08                                                                      | 09                                                                      | 10                                                                      | 11                                                                      | 12                                                                      |
| 4.5 86 73 | 3.3 87 73                                                               | 2 89 73                                                                 | 2.2 91 75                                                               | 3.7 92 76                                                               | 6.8 90 76                                                               | 7.4 89 75                                                               | 5.8 90 75                                                               | 6.6 89 75                                                               | 7.6 89 75                                                               | 6.5 89 75                                                               | 5.1 87 74                                                               |
| متوسط درجة-الحرارة °ف مجاميع الهطول ″ |                                                                         |                                                                         |                                                                         |                                                                         |                                                                         |                                                                         |                                                                         |                                                                         |                                                                         |                                                                         |                                                                         |